# Microtus felteni
Microtus felteni és una espècie de talpó que es troba en alguns llocs dels Balcans (Albània, Grècia, Macedònia i Sèrbia).
És molt semblant a Microtus savii fins a l'extrem que no es poden distingir les espècies per la morfologia externa.
S'ha registrat només en alguns llocs del centre-oest dels Balcans, en boscos de coníferes i prats de muntanya mitjana, i menys sovint en terrenys conreats.
La seva biologia és poc coneguda, però té hàbits excavadors i s'alimenta de parts aèries i subterrànies de les plantes i també de llavors.